# Nils Seethaler
Nils Seethaler (* 18. August 1981 in Berlin) ist ein deutscher Kulturanthropologe, der sich mit historischen Sammlungen ethnologischer Objekte und mit menschlichen Überresten (human remains) befasst.

## Leben
Nils Seethaler wurde in Berlin-Lichterfelde geboren und verbrachte seine Jugend in Berlin sowie in Morschen in Nord-Hessen. Im Jahr 1999 war er ein Preisträger des Jungen Literaturforums Hessen-Thüringen. Nach dem Abitur an der Elisabeth-Knipping-Schule in Kassel im Jahr 2000 studierte Seethaler an der Freien Universität Berlin Ethnologie unter anderem bei Georg Pfeffer und Markus Schindlbeck, Literaturwissenschaft bei Ulrich Profitlich und Volker Mertens und Politologie bei Fritz Vilmar und Walter Rothholz. Seit 2012 koordiniert er das Archiv der Berliner Gesellschaft für Anthropologie, Ethnologie und Urgeschichte im Archäologischen Zentrum der Staatlichen Museen zu Berlin. Seethaler ist in der universitären und außeruniversitären Lehre tätig.
Regelmäßig hält er deutschlandweit Vorträge, besonders zu Themen der außereuropäischen Kunst, zur Forschungs- und Sammlungsgeschichte von Museen und Instituten, aber auch zu weiterführenden Themen der Ethnologie und der allgemeinen Kulturgeschichte.
Seethaler lebt und arbeitet in Berlin. Er ist verheiratet und Vater einer Tochter.

## Forschungsarbeiten
Seethaler war an zahlreichen Projekten insbesondere zur Erforschung historischer ethnologischer Sammlungsbestände beteiligt. Dazu gehören im Speziellen Provenienzforschungen an human remains. Neben der Untersuchung von möglichen Unrechtskontexten in Sammlungsbeständen aus der Kololonialzeit und NS-Zeit erforscht er die Geschichte, Motive und gesellschaftlichen Mechanismen des Sammelns insbesondere außereuropäischer Kulturgüter bis in die Gegenwart. Seine Provenienzforschungen an Schädeln indigener Australier in der anthropologischen Sammlung der Berliner Gesellschaft für Anthropologie, Ethnologie und Urgeschichte und aus Australien und Namibia in den Sammlungen der Charité im Charité human remains Project bildeten den Auftakt einer breiten Beschäftigung mit der Herkunft menschlicher Überreste in deutschen Museen und Sammlungen. Diese Forschungen waren eine Grundlage für die Erstellung einer einheitlichen Richtlinie im Umgang mit menschlichen Überresten in öffentlichen Sammlungen in Deutschland.
Neben seiner Arbeit mit historischen Sammlungen war er mit einer Reihe interdisziplinärer Forschungen an der Schnittstelle von Geisteswissenschaften und Naturwissenschaften befasst. Er richtete gemeinsam mit Carsten Niemitz und Benjamin P. Lange 2010 die 11. Jahrestagung Menschliches Verhalten in Evolutionärer Perspektive (MVE) in Berlin aus.

## Ausstellungsprojekte
Seethaler beriet, organisierte und leitete zahlreiche museale Ausstellungsprojekte zu ethnologischen, kunsthistorischen und naturwissenschaftlichen Themenbereichen, unter anderem Die Entdeckung des Individuums, Objekte der Verehrung und Riemers Welt. In diesen Ausstellungen wurden insbesondere innovative Wege der Ausstellung ethnologischer Objekte und zur Vermittlung ethnologischer Inhalte in Museen vorgestellt. Seiner Initiative ist wesentlich die Wiederentdeckung und Neuerschließung des verschollenen Museums für Völkerkunde Rostock, sowie die Erhaltung und Neukonzeption der Julius-Riemer-Sammlung in Lutherstadt Wittenberg  (dem einzigen Völkerkundemuseum in Sachsen-Anhalt) als museale Institution zu verdanken, deren Erweiterung er durch Vermittlung von Schenkungen aus der Sammlung Rainer Greschik förderte.

## Sammlungsprojekte
Seethaler unternahm verschiedene Forschungs- und Sammlungsreisen nach Australien, nach Ozeanien, in den Nahen Osten und durch Europa. Bei diesen Sammlungsreisen, aber insbesondere durch Kontakte mit Sammlern in Europa, den USA und Australien, wie Rainer Greschik und Günter Hepe, trug er mehrere Tausend ethnologische Stücke zusammen; dazu noch eine ähnlich umfangreiche Sammlung ethnologischer Fotografien mit Beispielen ab dem 19. Jahrhundert bis in die Gegenwart. Objekte aus den von Seethaler zusammengetragenen Sammlungen gelangten an unterschiedliche Museen, unter anderem an das Ethnologische Museum Berlin, an das Museum Europäischer Kulturen, an das Museum der städtischen Sammlungen im Zeughaus in Lutherstadt Wittenberg, an das Ostpreußische Landesmuseum in Lüneburg und in die Hermann-Bahner-Sammlung im Museum Altes Rathaus in Langen (Hessen). Sie waren außerdem Gegenstand wissenschaftlicher Untersuchungen anderer Forscher.